# نیکلاس کارکا
نیکلاس کارکا (انگلیسی: Nicolas Careca؛ زادهٔ ۱۸ مهٔ ۱۹۹۷) بازیکن فوتبال اهل برزیل است.
از باشگاه‌هایی که در آن بازی کرده‌است می‌توان به باشگاه فوتبال گرمیو اشاره کرد.